# كريستال أنتوني
كريستال أنتوني (بالإنجليزية: Crystal Anthony)‏ هي دراجة أمريكية، ولدت في 20 نوفمبر 1980 في بيفرلي في الولايات المتحدة.

## وصلات خارجية
- كريستال أنتوني على موقع الاتحاد الدولي للدراجات (الإنجليزية)
- كريستال أنتوني على موقع أرشيف الدراجات (الإنجليزية)
- كريستال أنتوني على موقع إحصائيات الدراجات الإحترافية (الإنجليزية)